# (6721) Minamiawaji
(6721) Minamiawaji ist ein Asteroid des Hauptgürtels, der vom japanischen Astronomen Takeshi Urata am 10. November 1990 am Nihondaira-Observatorium (IAU-Code 385) in der Präfektur Shizuoka entdeckt wurde.
Der Himmelskörper wurde am 15. April 2014 nach der japanischen Stadt Minamiawaji im Süden der Insel Awaji in der Präfektur Hyōgo benannt, die aus dem Zusammenschluss der ehemaligen Gemeinden Mihara, Midori, Seidan („West-Awaji“) und Nandan („Süd-Awaji“) am 11. Januar 2005 hervorging.